# Tufão Maemi
O tufão Maemi conhecido nas Filipinas como tufão Pogi, foi o tufão mais poderoso a atingir a Coreia do Sul desde que os registros começaram no país em 1904. Maemi foi formada em 4 de setembro, 2003 de uma perturbação em uma monção no oeste do Oceano Pacífico. Ele lentamente se intensificou na tempestade tropical Maemi enquanto se movia para noroeste, tornando-se um tufão em setembro. 8. Naquele dia, as condições favoráveis facilitaram um fortalecimento mais rápido; a tempestade desenvolveu um olho bem definido e atingiu o pico máximo de ventos sustentados de 195 km/h.  Enquanto estava perto do pico de intensidade, Maemi desacelerou e começou a virar para norte-nordeste. Logo depois, a parede do olho passou sobre a ilha japonesa de Miyako-jima em 10 de setembro e produziu uma leitura de pressão de ar de 912 mbar (26.9 inHg), o quarto menor registrado no país. Devido às águas quentes, Maemi conseguiu manter grande parte de sua intensidade antes de atingir a costa a oeste de Busan, na Coreia do Sul, em setembro. 12. O tufão tornou-se extratropical no Mar do Japão no dia seguinte, embora seus remanescentes persistissem por vários dias, açoitando o norte do Japão com ventos fortes.
O tufão afetou primeiro as ilhas Ryukyu do Japão. Em Miyako-jima, fortes ventos danificaram 104 prédios e deixou 95% dos moradores sem energia. Maemi causou fortes chuvas no local, com índices de 58.5 mm (2.30 in) em uma hora e 402.5 mm (15.85 in) em 24 horas, esta última estabelecendo um recorde. Uma pessoa morreu em Miyako-jima após ser atingida por detritos transportados pelo ar. Em outras partes do Japão, a tempestade causou o cancelamento de voos e deslizamentos de terra induzidos pela chuva bloquearam estradas. Houve duas outras mortes no Japão e os danos totalizaram ¥ 11,3 bilhões de ienes (JPY, $ 96 milhões de dólares ). Os danos foram maiores na Coreia do Sul, principalmente onde ele se deslocou para a costa. Na Ilha de Jeju, Maemi produziu uma rajada de vento de pico de 216 kph e uma pressão mínima de 950 mbar (28 inHg), ambos recordes para o país; a leitura da pressão quebrou a pressão mais baixa estabelecida pelo Tufão Sarah em 1959. Os ventos em Busan perto do local de desembarque chegaram a 154 kph, o segundo maior já registrado. O porto sofreu graves danos, restringindo as exportações nos meses seguintes à tempestade. Em todo o país, os ventos fortes destruíram cerca de 5.000 casas e danificou 13.000 residências e empresas, deixando 25.000 pessoas desabrigadas. Cerca de 1,47 milhões de residências ficaram sem energia e ocorreram danos generalizados às plantações, resultando na pior colheita de arroz em 23 anos. Em toda a Coreia do Sul, Maemi matou 117 pessoas e o dano total totalizou ₩ 5,52 trilhão de won (KRW, US$ 4,8 bilhão).

## História meteorológica
No início de setembro de 2003, um vale de monção criou uma perturbação tropical perto de Guam. O sistema consistia em uma área desorganizada de convecção, ou trovoadas, em uma área de cisalhamento moderado do vento. Em 4 de setembro, a convecção estava se tornando mais bem organizada em torno de uma fraca circulação de baixo nível. Apesar do cisalhamento do vento, o sistema continuou a se desenvolver, tornando-se uma depressão tropical ao norte do estado de Chuuk.  Às 02:00 UTC em 5 de setembro, o Joint Typhoon Warning Center (JTWC)  emitiu um Alerta de Formação de Ciclone Tropical e, mais tarde naquele dia, iniciou alertas sobre a Depressão Tropical 15W a oeste de Guam. Naquela época, a convecção havia aumentado no centro. Durante a primeira semana de sua existência, o ciclone seguiu geralmente para noroeste, guiado por uma cordilheira subtropical ao norte.
No início de 6 de setembro, a Agência Meteorológica do Japão (JMA)  atualizou a depressão para uma tempestade tropical e a nomeou Maemi.  Com condições mais favoráveis, incluindo menor cisalhamento do vento e maior escoamento, a tempestade continuou a se intensificar. O JMA atualizou Maemi para uma tempestade tropical severa em 7 de setembro e ao status de tufão – ventos de mais de 119 kph - no próximo dia. O JTWC elevou Maemi ao status de tufão em 7 de setembro depois que uma característica do olho apareceu em imagens de satélite. Também nessa época, a Administração de Serviços Atmosféricos, Geofísicos e Astronômicos das Filipinas (PAGASA) começou a emitir alertas sobre a tempestade, dando-lhe o nome local de "Pogi", embora o tufão permanecesse longe do país. Em 8 de setembro, Maemi começou a se aprofundar rapidamente devido ao escoamento aprimorado, auxiliado pelo fluxo de um cavado de ondas curtas que se aproximava. Às 12:00 UTC em 9 de setembro, o JTWC estimou ventos sustentados de 1 minuto de 240 kph e designou Maemi como um super tufão. No dia seguinte, a mesma agência estimou ventos máximos de 280 kph e rajadas para 335 kph, o equivalente a uma categoria 5 na escala Saffir-Simpson. Às 12:00 UTC em 10 de setembro, o JMA estimou ventos máximos de 10 minutos de 195 kph e uma pressão barométrica mínima de 910 mbar (27 inHg) enquanto a tempestade era de 155 km a sudeste da ilha japonesa de Miyako-jima. No pico de intensidade, Maemi era um pequeno tufão, com ventos fortes de apenas 240 km do olho bem definido.
Na época do pico de intensidade, Maemi estava diminuindo seu movimento para frente e começou a virar para o norte, depois que a depressão que se movia para o leste enfraqueceu a cordilheira. Às 19:00 UTC em 10 de setembro, o tufão passou dentro de 10 km de Miyako-jima. Enquanto o olho passava sobre a ilha, a pressão caiu para 912 mbar (26.9 inHg) e os ventos chegaram a 250 km/h (155 km/h). Maemi enfraqueceu ligeiramente enquanto continuava para o norte, passando cerca de 220 km a oeste de Okinawa em 11 de setembro durante um ciclo de substituição da parede do olho. As condições cada vez mais hostis do vale que se aproximava causaram ainda mais enfraquecimento, e o JTWC estimou que o tufão passou a leste da Ilha de Jeju com ventos de 1 minuto de 185 kph às 0600 UTC em 12 de setembro. Pouco depois, Maemi atingiu a costa a oeste de Busan, Coreia do Sul, com a JMA estimando ventos de 140 kmh de 10 minutos, e a JTWC estimando ventos de 1 minuto de 165 km/h. A Risk Management Solutions estimou ventos terrestres de 190 kph, que ultrapassou o Tufão Sarah em 1959. Isso fez de Maemi o tufão mais forte a atingir o país desde que a Administração Meteorológica da Coreia começou a manter registros em 1904. A tempestade conseguiu manter grande parte de sua intensidade devido às temperaturas quentes da superfície do mar e seu movimento rápido. Maemi enfraqueceu rapidamente para o status de tempestade tropical enquanto se movia sobre a terra, e estava passando por uma transição extratropical no momento em que entrou no Mar do Japão. O aumento do cisalhamento do vento removeu a convecção do centro de circulação cada vez mais mal definido. O JTWC emitiu seu aviso final sobre Maemi no início de 13 de setembro, declarando a tempestade extratropical. O JMA seguiu o exemplo mais tarde naquele dia, rastreando Maemi sobre o norte do Japão e declarando-o extratropical sobre o Mar de Ocótsqui. Os restos de Maemi persistiram por mais alguns dias, até que o JMA parou de rastreá-lo em setembro. 16 a sudoeste da Península de Camecháteca. De acordo com o Mariners Weather Log, os remanescentes de Maemi continuaram para o leste, eventualmente atingindo a costa do Alasca em setembro. 21.

## Preparações
No Japão, a ameaça do tufão fez com que as companhias aéreas cancelassem 145 voos, principalmente dentro e ao redor de Okinawa.  Cerca de 50 das bases do exército americano em Okinawa foram fechadas e os trabalhadores não essenciais foram instruídos a permanecer em casa.
Antes de Maemi chegar à Coreia do Sul, as autoridades emitiram alertas de inundação ao longo do rio Nakdong devido à abertura das comportas das barragens. Cerca de 25.000 pessoas foram forçadas a evacuar, para escolas ou casas de parentes. A Administração Meteorológica da Coreia aconselhou os viajantes a tomarem precauções antes da tempestade. Os serviços de balsa e avião foram cancelados para a ilha de Jeju, deixando os moradores presos antes do feriado de Chuseok.
Funcionários em Primorsky Krai, no Extremo Oriente da Rússia, emitiram um alerta de tempestade, observando o potencial de ventos fortes e chuvas fortes.

## Impacto

### Japão

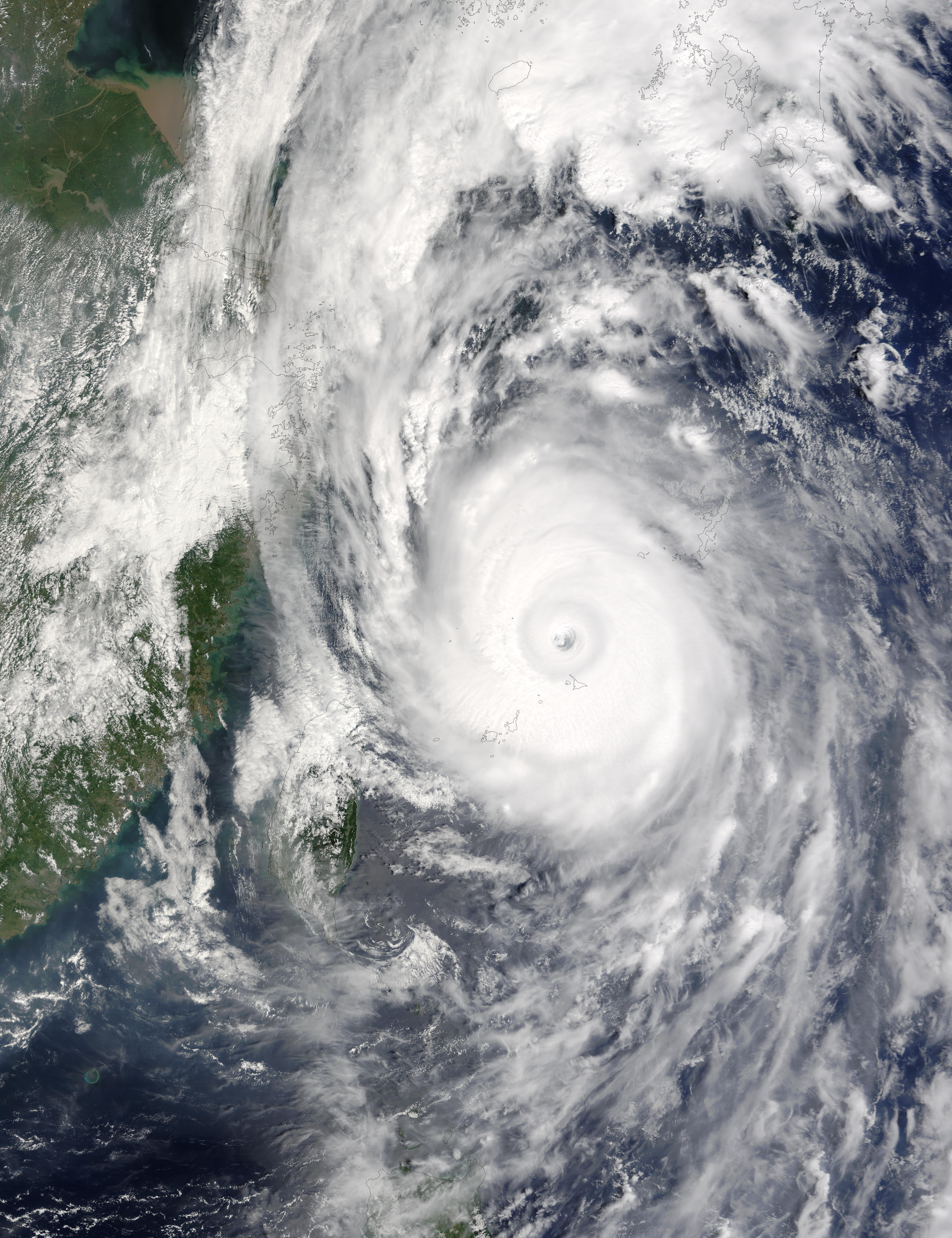
Tufão Maemi sobre as ilhas Ryukyu em 11 de setembro

O Tufão Maemi afetou pela primeira vez a ilha japonesa de Miyako-jima, onde as rajadas chegaram a 266 kph, e ventos sustentados atingiram 152 km/h (94 km/h). para 16 horas, excluindo a passagem de 2 horas do olho, a pressão caiu para 912 mbar (26.9 inHg), o segundo mais baixo registrado na ilha depois do Tufão Sarah em 1959, e na época o quarto mais baixo em todo o Japão. O tufão produziu fortes chuvas em Miyako-jima totalizando 470 mm (19 in), dos quais 402.5 mm (15.85 in) caiu em 24 horas, quebrando o recorde diário. Também na ilha, 58.5 mm (2.30 in) caiu em uma hora, e 22 mm (0.87 in) caiu em apenas 10 minutos. Na ilha, Maemi danificou 104 edifícios, incluindo duas casas severamente danificadas. A tempestade danificou estradas em 36 locais e causou uma queda de energia, afetando cerca de 20.900 pessoas, ou 95% da ilha.  Uma pessoa em Miyako-jima morreu após ser atingida por estilhaços de vidro.
As agências de notícias consideraram Maemi o tufão mais forte a afetar Okinawa desde 1968. Em outras partes da província de Okinawa, as rajadas de vento chegaram a 109 kph em Nago. Na Ilha de Ishigaki, fortes ventos danificaram casas e plantações, enquanto as marés altas inundaram prédios baixos. Em toda a região, 94 pessoas ficaram feridas, principalmente de vidro quebrado.
Pouco antes de Maemi fazer seu pouso final, produziu rajadas de vento de 167 kph em Izuhara, uma ilha japonesa a meio caminho entre a Coreia do Sul e o Japão. Ao longo da costa sudoeste do Japão, uma estação meteorológica em Hirado relatou rajadas de 113 km/h (70 km/h). O tufão provocou fortes chuvas na principal ilha japonesa de Kyushu, atingindo 457 mm (18.0 in) em uma estação na província de Miyazaki. Deslizamentos de terra induzidos por chuva em Nagasaki forçaram 191 pessoas para evacuar suas casas. Chuvas fortes também causaram deslizamentos de terra na Prefeitura de Ōita, e na Prefeitura de Kōchi, onde várias estradas foram fechadas. A ameaça da tempestade causou o fechamento de escolas na província de Yamaguchi. A tempestade gerou um tornado F1 em Kōchi que danificou várias casas e capotou um carro, ferindo uma mulher dentro. Como tempestade extratropical, Maemi deixou 2.500 pessoas em Hokkaido sem energia depois de produzir rajadas de 108 kph em Hakodate. Rajadas de vento chegaram a 116 kph em Akita, a terceira maior rajada de vento de setembro na estação. A queda de uma árvore em Sapporo matou uma pessoa e feriu outras duas. Ondas altas danificaram pescarias e 54 navios em apenas Matsumae, e em todo o país 262 navios foram danificados. O mar agitado também matou uma pessoa na província de Akita. O tufão destruiu 1.498 casas em todo o país e inundadas 363 outros. A tempestade também danificou 9 ha (22 acres) de campos. No total, Maemi matou três pessoas e feriu 107 no Japão, duas delas gravemente. O dano total totalizou ¥11,3 bilhões ( JPY, US$ 96 milhões de dólares ).

### Coreia do Sul

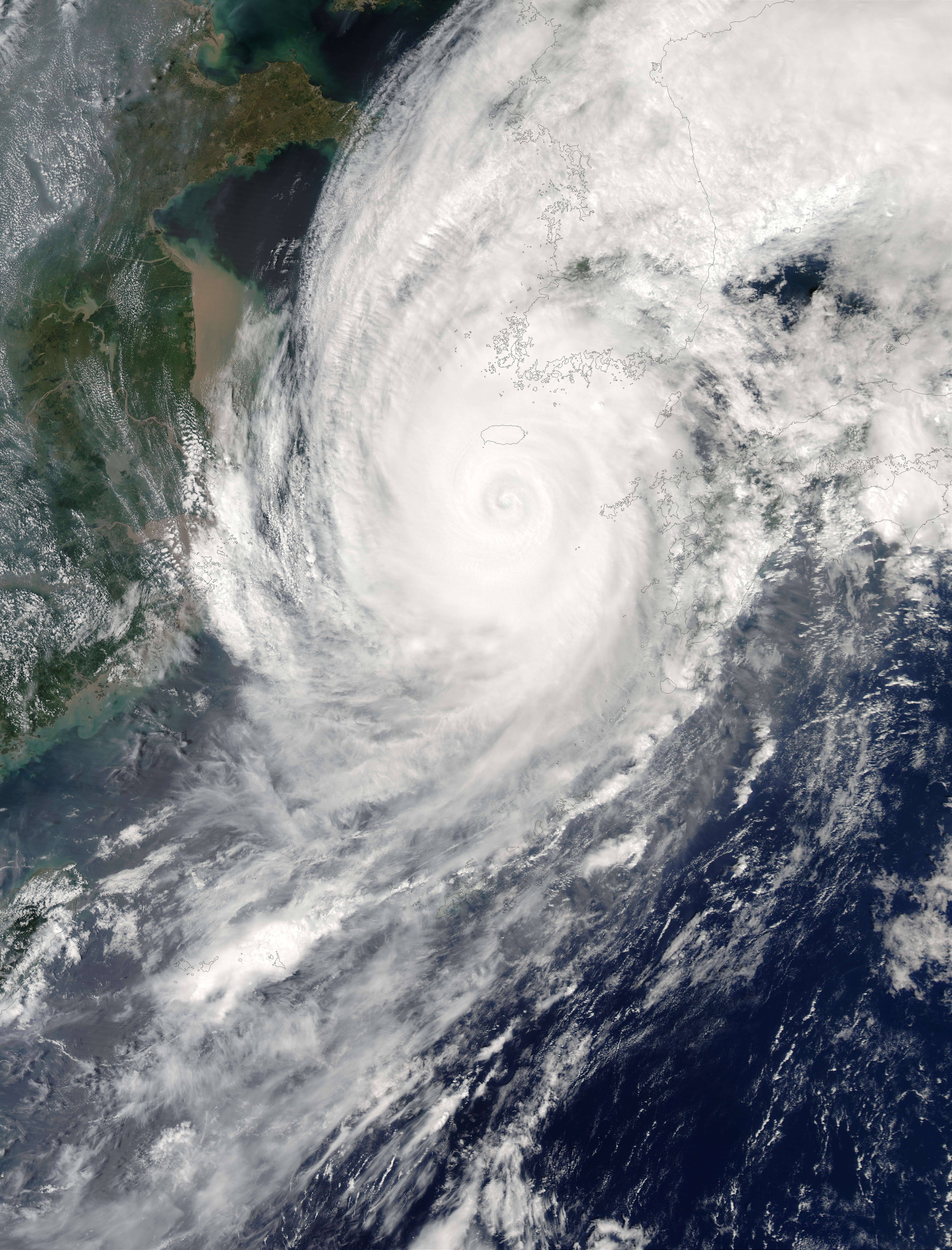
Tufão Maemi em aproximação à Coreia do Sul em 12 de setembro

Como o tufão Maemi tomou um caminho mais próximo da forma de uma parabólica, padrão típico dos tufões desde a eclosão até a extinção, era relativamente possível prever seu curso e a possibilidade de pouso na península coreana era esperada bastante cedo. A Administração Meteorológica da Coreia anunciou oficialmente o possível desembarque do tufão na costa sul da Península Coreana às 17h do dia 10 de setembro, tornando a notícia amplamente conhecida por meio das principais organizações de mídia. Quando o Tufão Maemi atingiu a Coreia do Sul, causou fortes chuvas que atingiram o pico de 453 mm (17.8 in). A precipitação atingiu 401.5 mm (15.81 in) no Condado de Namhae, e 255 mm (10.0 in) na Ilha de Jeju.  A chuva foi menos generalizada e causou menos inundações do que o Tufão Rusa, que atingiu o país um ano antes, mas os danos de Maemi foram maiores devido aos ventos fortes. Na Ilha de Jeju, Maemi produziu uma rajada de vento de 216 kph e uma pressão mínima de 950 mbar (28 inHg), ambos batendo recordes para o país. Os ventos bateram o recorde de 210 kph definida pelo Tufão Prapiroon em 2000,  e a pressão era de 1,5 mbar mais baixo do que durante o Tufão Sarah em 1959, que foi uma das tempestades mais fortes a atingir a Coreia do Sul depois de Maemi. No continente sul-coreano, o Aeroporto Internacional de Pusan registrou rajadas de vento de 143 km/h. Os ventos em Busan chegaram a 154 kph, a segunda maior velocidade do vento para a cidade depois do Tufão Thelma em 1987.  Devido aos ventos fortes, cinco usinas nucleares foram desligadas automaticamente, mas não foram afetadas.
Na Coreia do Sul, os danos foram maiores na província de Gyeongsang do Sul, onde 71 pessoas foram mortas. Os danos foram particularmente pesados em Busan, bem como em Yecheon, Ulsan e Daegu. Em Busan, fortes ventos destruíram 11 guindastes de elevação, cada um pesando cerca de 900 toneladas, que feriram cinco pessoas e mataram duas em um incidente. Muitos estaleiros na região foram fechados, e os relatórios iniciais estimavam que levaria um ano para reabrir totalmente o porto de Busan. O dano estimado no porto de Busan foi de cerca de US$ 50 milhões (USD),  fazendo com que a capacidade de carga fosse reduzida em 20%. Ondas altas viraram um grande navio de lado em Busan, e em Ulsan as ondas derrubaram uma usina de construção naval offshore em uma instalação de petróleo, danificando os dois. Dezesseis pessoas foram mortas em Busan.

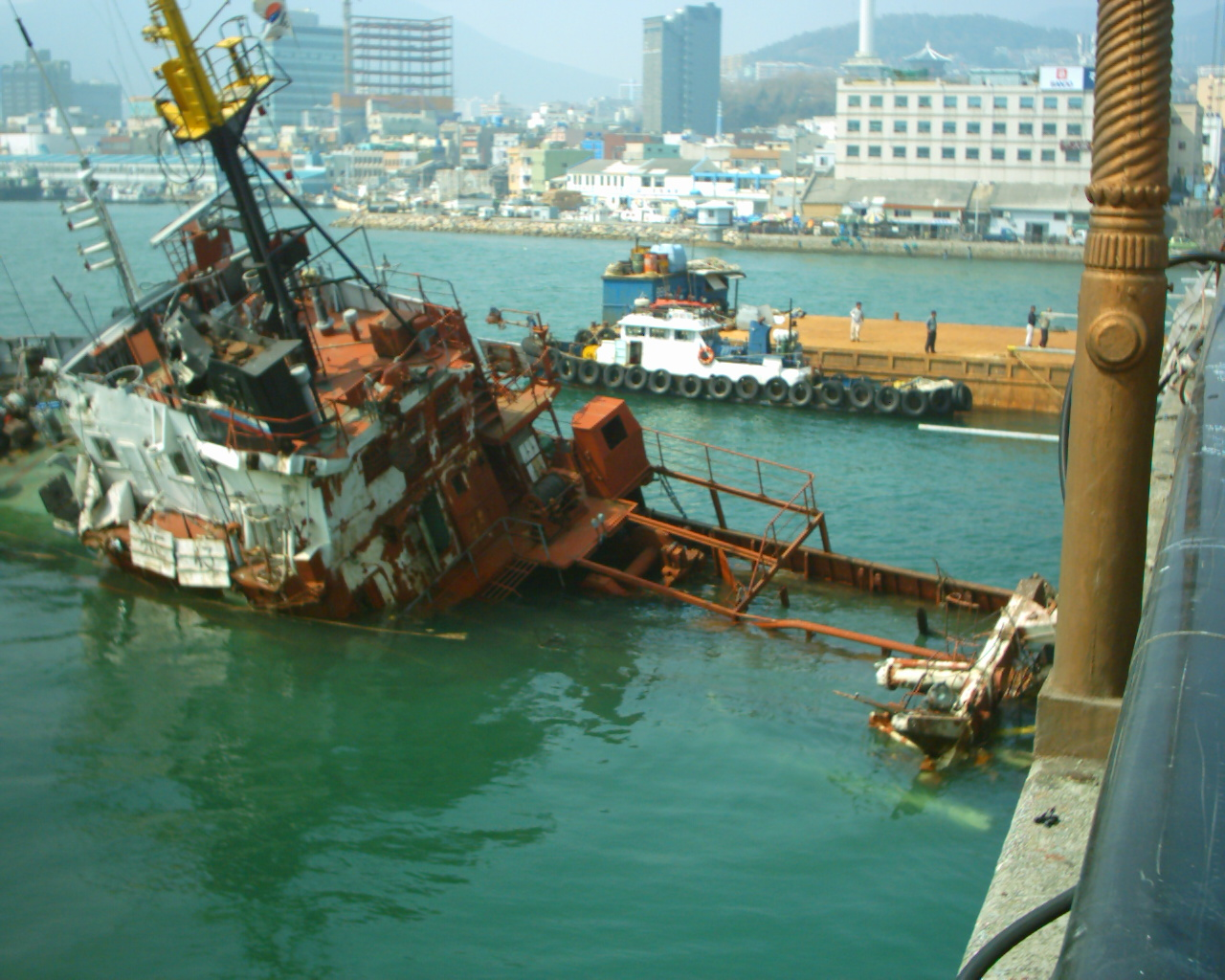
Navio naufragado abaixo da Ponte Yeongdo, Busan, depois de Maemi

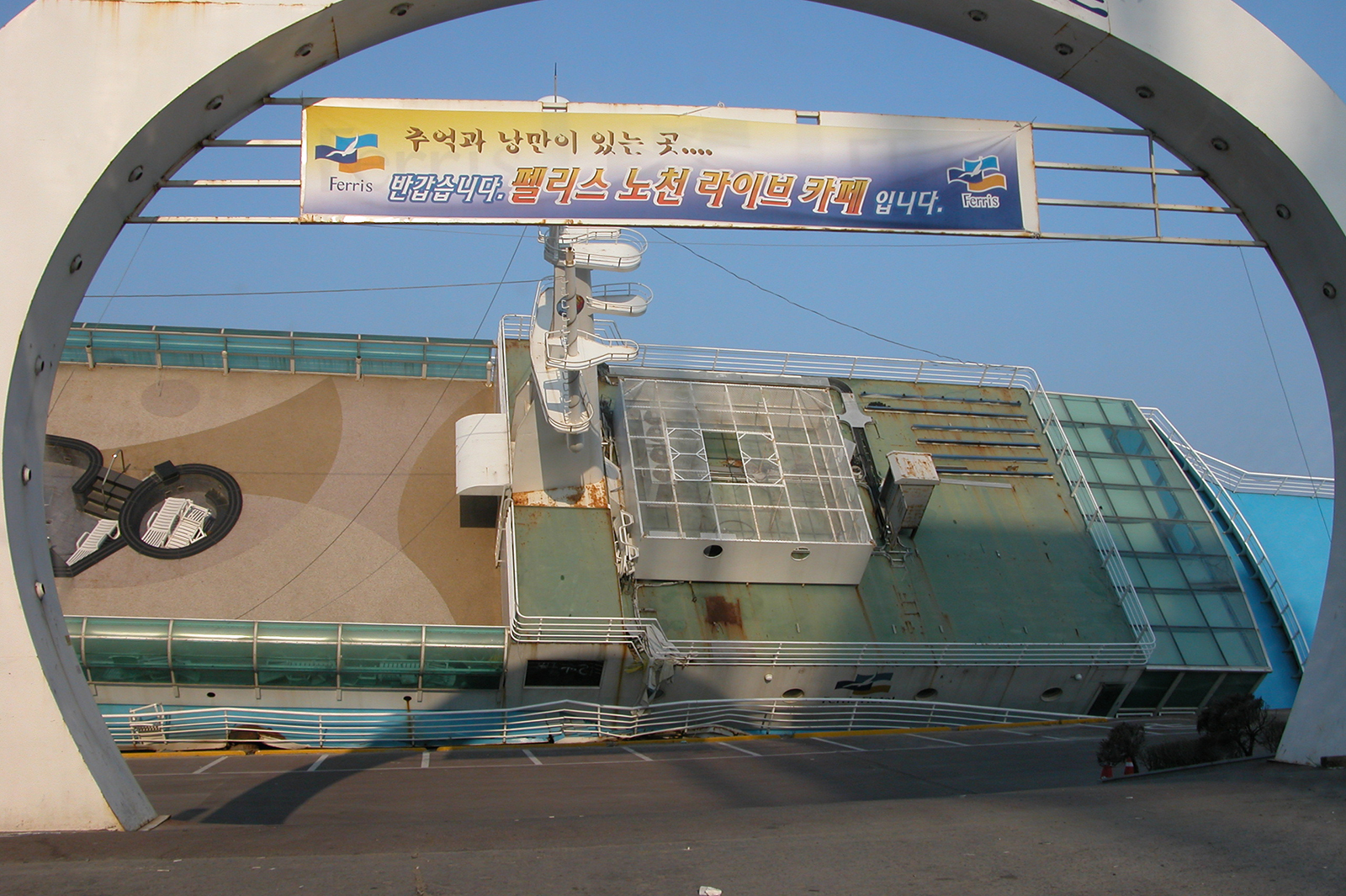
Navio café destruído pelo tufão Maemi, Busan, Coreia do Sul

As marés altas inundaram centenas de casas ao longo da costa, principalmente em áreas sem paredões. Em Masan, a tempestade causou 12 mortes quando inundou um centro comercial subterrâneo. Na Ilha de Jeju, ao sul do país, Maemi destruiu sets da série dramática de TV coreana All In, e destruiu 32 casas. Duas pessoas foram mortas na ilha, uma das quais enquanto tentava proteger seu barco. Em todo o país, 465 barcos foram danificados ou encalhados. As fortes chuvas causaram deslizamentos de terra, um dos quais em Chungcheong descarrilou um trem, ferindo 28 a bordo. Deslizamentos de lama fecharam várias estradas, e danificaram cinco linhas ferroviárias em dez locais. Em todo o país, a tempestade danificou 2.278 estradas e pontes, bem como cerca de 40.000 carros. Chuvas intensas também causaram inundações ao longo do rio Nakdong, atingindo um estágio de inundação de 5.06 m (16.6 ft) perto de Busan. Lá, o rio produziu uma descarga de cerca de 13,000 m3/s, forte o suficiente para destruir uma seção da ponte Gupo. Ao longo de um afluente do rio Nakdong, as inundações destruíram um dique perto de Daegu. Maemi também inundou 37 986 ha de campos antes da colheita de outono, causando danos generalizados à safra de arroz. Na ilha de Ulleungdo, na costa leste, Maemi destruiu a estrada principal e muitas casas, matando três. Os moradores reclamaram da falta de aviso prévio.
Tufão Maemi deixou cerca de 1,47 milhões de clientes elétricos sem energia em todo o país, causando ₩ 12,9 bilhões ( KRW, US$ 11,61 milhões) em danos às empresas de energia. Danos generalizados interromperam o serviço de telefonia móvel e celular. As bases militares dos Estados Unidos no país sustentaram cerca de US$ 4,5 milhões em danos. Em todo o país, Maemi destruiu cerca de 5.000 casas e danificou 13.000 residências e empresas, deixando 25.000 pessoas desabrigadas. cerca de 150 negócios na província de Gangwon foram destruídos pelo tufão Rusa em 2002, apenas para serem destruídos novamente por Maemi quando foram reconstruídos. Os danos segurados da Maemi foram estimados em ₩ 650 bilhões (KRW, $ 565 milhões), principalmente danos materiais.  O dano segurado foi mais de quatro vezes o valor do dano segurado do tufão Rusa no ano anterior. O dano geral foi estimado em ₩ 5,52 trilhão (KRW, US$ 4,8 bilhão). Em comparação, esse total foi de ₩2,52 trilhão (KRW, US$ 1,9 bilhões) menos que Rusa; a discrepância entre o segurado e o dano geral foi devido a Maemi causar danos industriais mais pesados, enquanto Rusa causou mais danos gerais. A tempestade matou 117 pessoas em toda a Coreia do Sul.

### Em outro lugar
Embora o tufão tenha levado o PAGASA a lançar alertas – e apesar das preocupações iniciais de que o ciclone aumentaria as chuvas de monção – Maemi não causou nenhum dano nas Filipinas.
Ao fazer uma curva a leste de Taiwan, Maemi deixou cair chuvas significativas, chegando a 227.5 mm (8.96 in) no Condado de Ilan. As chuvas ajudaram a aliviar as condições de seca e reabastecer os reservatórios ressecados.
Na Coreia do Norte, a Maemi produziu cerca de 186 mm de chuvas, embora mais detalhes sobre os efeitos da tempestade não fossem conhecidos devido à censura da imprensa.

## Consequências

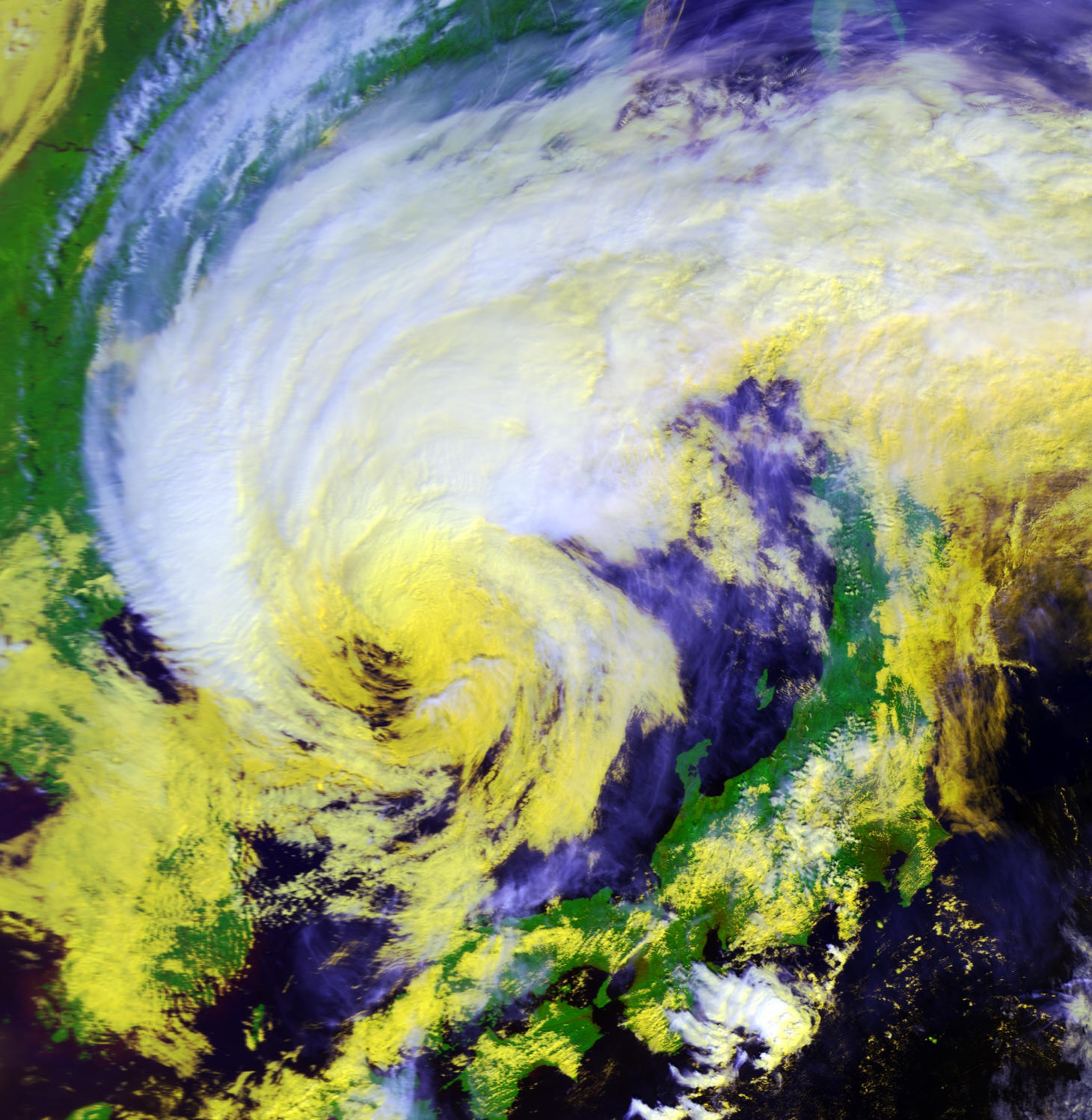
Tempestade tropical Maemi no Mar do Japão em 13 de setembro

Após a tempestade, o presidente sul-coreano Roh Moo-hyun declarou todo o país, excluindo Seul e Incheon, como áreas especiais de desastre, após visitar os danos causados pela tempestade em Busan. O governo forneceu incentivos fiscais e alocou ₩1,4 trilhão (KRW, US$ 1,2 bilhões) em assistência aos residentes afetados, depois que um orçamento adicional foi aprovado no final de setembro de 2003. Isso incluiu ₩100 bilhões (KRW, US$ 90 milhões) em fundos imediatos para missões de busca e salvamento. Após a tempestade, os residentes reclamaram que não receberam aviso adequado e que não foram evacuadas áreas costeiras suficientes, o que levou ao alto número de mortos. Danos generalizados e inundações contínuas causaram engarrafamentos nos dias seguintes à tempestade. Uma linha ferroviária danificada levou os operadores a fornecer um serviço alternativo de ônibus. Deslizamentos de terra em todo o país forçaram os viajantes a usar rotas alternativas. Três dias após a tempestade, a maioria das estradas e rodovias danificadas foram reabertas. Cerca de 33.000 membros do Exército sul-coreano foram mobilizados para ajudar nos esforços de socorro, como limpar estradas e entregar ajuda às vítimas da tempestade. Os trabalhadores restauraram rapidamente a energia para 95% dos clientes em 24 horas. O governo instalou quatro novos guindastes para o porto de Busan e ajudou os operadores a garantir que as exportações não atrasassem.  Grandes danos às colheitas fizeram com que os preços das frutas e vegetais subissem, e as exportações de peixes e colheitas aumentaram 9,2% em média. A safra de arroz foi a menor em 23 anos, devido à tempestade e um esforço do governo para limitar a produção. Para atender os agricultores, o governo aumentou as compras em contratos federais. Três bancos administrados pelo governo forneceram empréstimos a taxas baixas para empresas afetadas pela tempestade. As inundações residuais de Maemi contribuíram para um surto de conjuntivite na parte sul do país. Para evitar surtos adicionais, o Instituto Nacional de Saúde da Coreia enviou 1.000 trabalhadores para áreas danificadas por tempestades.  A Bolsa da Coreia caiu 1,8% devido a temores de que danos causados por tempestades atrapalhassem as exportações.
No mês de setembro de 2003, a Corporação de Energia Elétrica da Coreia isentou-se das contas de eletricidade para residentes que perderam suas casas e cortou as contas pela metade para residentes e empresas que ficaram sem energia. O governo sul-coreano permitiu que as empresas aumentassem os prêmios de seguro de carro em 3,5% devido aos danos generalizados aos carros. Devido aos danos causados pela tempestade, 34 empresas foram forçadas a fechar temporariamente. Esperava-se que a perda de produção e as interrupções subtraíssem 0,5% da previsão de crescimento econômico em 2003. O Índice de Confiança do Consumidor caiu para seu nível mais baixo em cinco anos, em grande parte devido aos danos do tufão e condições econômicas enfraquecidas. Após as passagens de Rusa e Maemi em anos consecutivos, o governo sul-coreano trabalhou em programas de gestão e mitigação de desastres. Em março de 2004, o governo aprovou a "Lei Básica de Gerenciamento de Emergência e Segurança", em grande parte devido à tempestade e também ao incêndio no metrô de Daegu, que efetivamente estabeleceu um sistema nacional de gerenciamento de emergência. A ponte Gupo danificada durante a tempestade foi reparada em 2007.
Embora o governo sul-coreano não tenha solicitado ajuda internacional, vários países enviaram ajuda ao país. Alguns dias após o desembarque de Maemi, a Agência dos Estados Unidos para o Desenvolvimento Internacional enviou $ 50.000 (USD) para a Cruz Vermelha Coreana. Mais tarde, o governo do Japão enviou ¥9,5 milhões (US$ 85.000) em suprimentos para a Coreia do Sul, incluindo colchonetes, geradores e unidades de água. Taiwan também forneceu US$ 100.000 em ajuda. A Cruz Vermelha Nacional da República da Coreia utilizou 700 voluntários e 200 funcionários para distribuir alimentos e cobertores para 8.190 casas, enquanto os escritórios locais forneciam mais de 5.500 refeições. Membros do Food for the Hungry entregaram comida e roupas para residentes danificados pela tempestade em Masan.
Como resultado dos danos e mortes causadas pela tempestade, a Organização Meteorológica Mundial retirou o nome Maemi em 2006 e o substituiu por Mujigae. No entanto, o nome Mujigae foi posteriormente aposentado em 2015 após seu landfall e foi substituído por Surigae em 2021.